# Angela Lansbury
Angela Brigid Lansbury (ur. 16 października 1925 w Londynie, zm. 11 października 2022 w Los Angeles) – amerykańska aktorka filmowa, teatralna, telewizyjna i piosenkarka pochodzenia irlandzko-brytyjskiego. Dama Komandor Orderu Imperium Brytyjskiego (DBE).

## Życiorys

### Młodość
Urodziła się 16 października 1925 w Londynie. Jej matką była aktorka Moyna MacGill (ur. 1895, zm. 1975), a ojcem Edgar Lansbury (ur. 1887, zm. 1935). Miała dwóch braci bliźniaków Edgara (ur. 1930, zm. 2024) i Bruce’a (ur. 1930, zm. 2017) oraz przyrodnią siostrę Isolde Denham (ur. 1920, zm. 1987) – żonę aktora Petera Ustinova.
W czasie II wojny światowej rodzina przeniosła się do Stanów Zjednoczonych.

### Kariera
Debiutowała na ekranie w roli przestraszonej służącej Nancy Oliver w filmie Gasnący płomień (1944) i natychmiast dostała nominację do Oscara. Następną nominację otrzymała za swoją drugą rolę – Sibyl Vane w dramacie Portret Doriana Graya (1945) Alberta Lewina, a trzecią nominację Amerykańska Akademia Filmowa przyznała jej za rolę pani Iselin w dramacie Przeżyliśmy wojnę (1962) Johna Frankenheimera.
Największą popularność przyniósł jej telewizyjny serial Napisała: Morderstwo (1984–1996), w którym wcielała się w rolę starszej pani Jessiki Beatrice 'J.B' McGill Fletcher, rozwiązującej skomplikowane zagadki kryminalne. Za tę rolę otrzymała cztery Złote Globy i dwanaście nominacji do nagrody Emmy. Pięciokrotnie zdobyła teatralną nagrodę Tony. W 1997 została wyróżniona Narodowym Medalem Sztuki. W 2013 przyznano jej Honorowego Oscara za całokształt twórczości.
W 1994 za szczególne zasługi dla sztuki królowa Elżbieta II odznaczyła ją Orderem Imperium Brytyjskiego. W 2014 została uhonorowana tytułem Dama Komandor Orderu Imperium Brytyjskiego (DBE) za zasługi dla brytyjskiej kinematografii i pracy charytatywnej.
Od 2013 grała główną rolę w sztuce Wożąc panią Daisy, z którą jeździła po teatrach całej Wielkiej Brytanii. W 2014 wcieliła się w rolę Madame Arcati w Blithe Spirit na londyńskim West Endzie.
Zmarła we śnie w swoim domu w Kalifornii 11 października 2022.

## Życie prywatne
Dwukrotnie zamężna. Jej pierwszym mężem był Richard Cromwell. Małżeństwo to trwało rok; zakończyło się rozwodem w 1946. Drugi raz wyszła za mąż w 1949 za Petera Shawa. Była z nim aż do jego śmierci – 29 stycznia 2003. Z tego związku pochodzi dwójka dzieci: Anthony Peter (ur. 1952) i Deidre Angela (ur. 1953).

## Filmografia

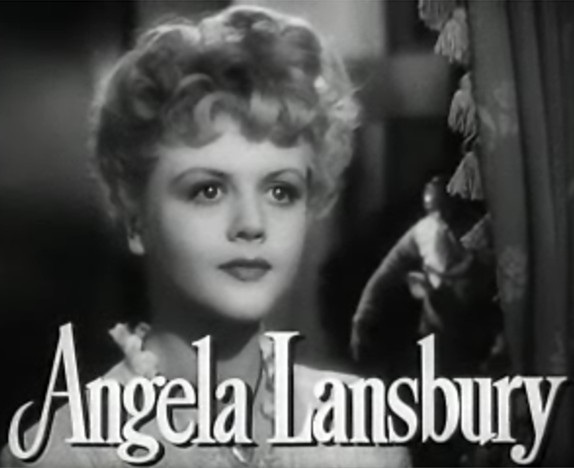
Angela Lansbury w zwiastunie filmu Portret Doriana Graya (1945)

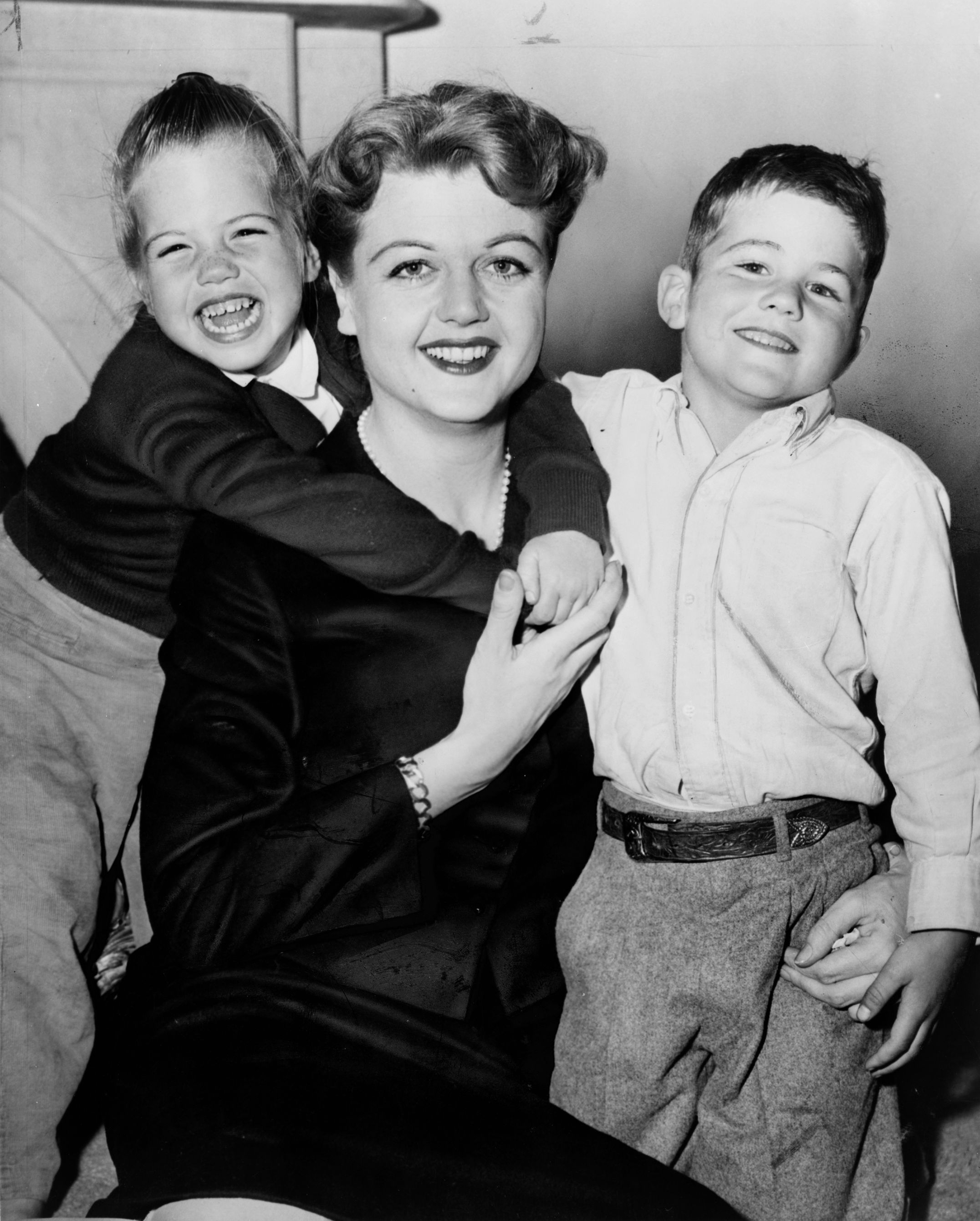
Angela Lansbury ze swoimi dziećmi: Anthonym i Deidre

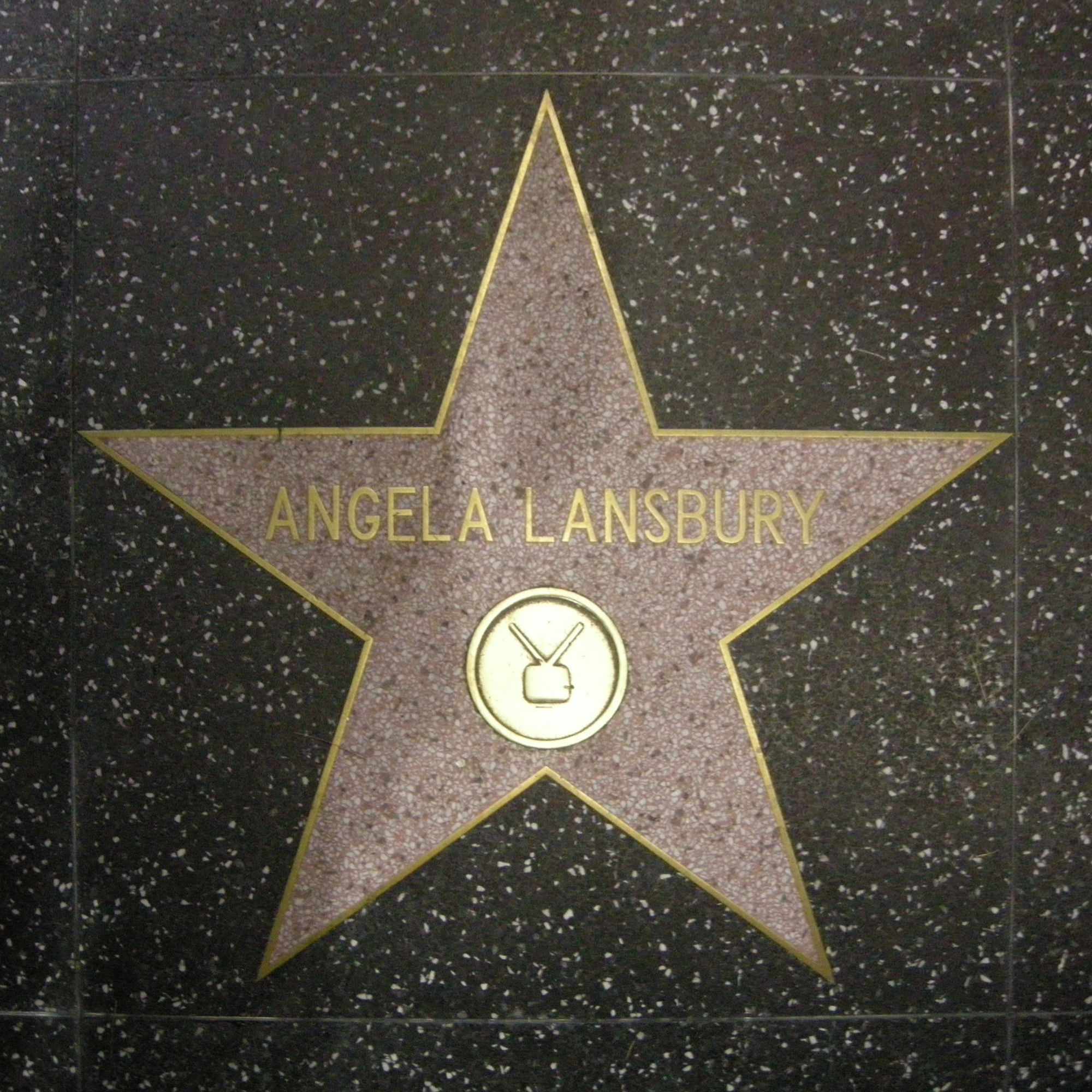
Gwiazda Angeli Lansbury na Alei Gwiazd w Los Angeles

- 1944: Gasnący płomień (Gaslight) jako Nancy Oliver
- 1945: Portret Doriana Graya (The Picture of Dorian Gray) jako Sibyl Vane
- 1946: Dziewczęta Harveya (The Harvey Girls) jako Em
- 1946: Burzliwe życie Kerna (Till the Clouds Roll By) jako londyńska specjalistka
- 1948: Trzej muszkieterowie (The Three Musketeers) jako królowa Anna
- 1949: Samson i Dalila (Samson and Delilah) jako Semadar
- 1958: Długie, gorące lato (The Long, Hot Summer) jako Minnie Littlejohn
- 1961: Błękitne Hawaje (Blue Hawaii) jako Sarah Lee Gates
- 1962: Czterech jeźdźców Apokalipsy (The 4 Horseman of the Apocalypse) jako Marguerite Laurier
- 1964: Ukochane serce (Dear Heart) jako Phyllis
- 1964: Świat Henry’ego Orienta (The World of Henry Orient) jako Isabel Boyd
- 1965: Opowieść wszech czasów (The Greatest Story Ever Told) jako Klaudia Prokula
- 1965: The Amorous Adventures of Moll Flanders jako lady Blystone
- 1970: Something for Everyone jako hrabina Herthe von Ornstein
- 1978: Śmierć na Nilu (Death On The Nile) jako Salome Otterbourne
- 1980: Pęknięte zwierciadło (The Mirror Crack'd) jako Jane Marple
- 1984: Towarzystwo wilków (The company of Wolves) jako Granny
- 1984–1996: Napisała: Morderstwo (Murder, She Wrote) jako Jessica Fletcher
- 1991: Piękna i Bestia (Beauty and the Beast) jako pani Imbryk (głos)
- 1996: Pani Mikołajowa (Mrs. Santa Claus) jako pani Mikołajowa
- 1997: Piękna i Bestia. Zaczarowane Święta (Beauty and the Beast: The Enchanted Christmas) jako pani Imbryk (głos)
- 1997: Anastazja (Anastasia) jako Maria Fiodorowna, cesarzowa-matka
- 1999: Fantazja 2000 (Fantasia 2000) jako Angela Lansbury
- 2005: Niania (Nanny McPhee) jako ciotka Adelaide
- 2011: Pan Popper i jego pingwiny (Mr. Popper's Penguins) jako pani Van Gundy
- 2018: Mary Poppins powraca (Mary Poppins Returns) jako kobieta z balonami
- 2022: Glass Onion: Film z serii Na noże (Glass Onion: A Knives Out Mystery) jako Angela Lansbury

## Nagrody
- Nagroda Akademii Filmowej
  - Nominacja: Najlepsza aktorka drugoplanowa
  - 1944: Gasnący płomień
  - Nominacja: Najlepsza aktorka drugoplanowa
  - 1945: Portret Doriana Graya
  - Nominacja: Najlepsza aktorka drugoplanowa
  - 1963: Przeżyliśmy wojnę
- Złoty Glob
  - Najlepsza aktorka w serialu dramatycznym
  - 1985, 1987, 1990, 1992: Napisała: Morderstwo
  - Nominacja: Najlepsza aktorka w serialu dramatycznym
  - 1986, 1988, 1989, 1991, 1993, 1995: Napisała: Morderstwo